# Bolxoie Remóntnoie
|  | No s'ha de confondre amb Remóntnoie. |

Bolxoie Remóntnoie (en rus: Большое Ремонтное) és un poble de l'óblast de Rostov, a Rússia, que en el cens del 2010 tenia 733 habitants, pertany al districte de Remóntnoie.